# Maison Fossier
La maison Fossier est une biscuiterie de la ville de Reims réputée principalement pour ses biscuits roses. Créée en 1756 sous la raison sociale « Noël-Houzeau », elle est la plus ancienne biscuiterie de France encore en activité. Elle est depuis 2021 la propriété du groupe Galapagos.

## Historique
La maison Noël-Houzeau est fondée sur le territoire français en 1756, sous le règne de Louis XV. Les biscuits, massepains et pains d'épices qu'elle fabrique sont présents lors du sacre de Louis XVI en la cathédrale de Reims. La biscuiterie devient par la suite l'un des fournisseurs du roi de France et de Navarre. Sous Charles X, en 1825, elle reçoit un « brevet de fabrication de biscuit du roi » garantissant la qualité de ses biscuits,,.
En 1845, monsieur Fossier, boulanger rémois, reprend la succession de cette biscuiterie et fait découvrir les recettes à ses habitants avant de rejoindre la France entière. L'activité prospèrera par la suite jusqu'au XXe siècle. 
Cependant, durant la fin du XXe siècle, la maison, qui comptait une vingtaine de salariés, doit faire face à trois dépôts de bilan et à la menace d'une mise en liquidation judiciaire en raison d'une structure mal en point, d’importantes pertes et d'un chiffre d'affaires insuffisant. 
En 1996, Charles de Fougeroux, qui a déjà repris les rênes de la Biscuiterie rémoise deux ans auparavant, rachète la plus ancienne biscuiterie de France et procède à leur fusion. L'entreprise déménage en dehors du centre-ville, la construction de bâtiments neufs coûte un an de chiffre d'affaires. En ce qui concerne la production, l'entrepreneur s'est engagé à réinventer les « produits anciens que l'on a oubliés », tel que le pain d'épices.
En 2006 (renouvelé le 16/12/16)[Quoi ?], la maison Fossier est labellisée « entreprise du patrimoine vivant ».
En 2009, la maison Fossier, qui emploie alors 75 personnes, affiche un chiffre d'affaires de 10 000 000 €, dont 45 % pour le seul biscuit rose dont elle est l'unique dépositaire du savoir-faire et de l'appellation. Aujourd'hui, l'entreprise a pour objectif de se renforcer vers l'export — elle réalise 10 % de ses ventes à l'export en 2013 — afin de conquérir le Moyen-Orient et l'Asie (Japon, Chine, Malaisie, Corée du Sud), synonyme, selon Charles-Antoine de Fougeroux, « de qualité et de statut social » et parie sur la vente en ligne et l'ouverture de magasins, notamment à Paris.
En 2010, Charles-Antoine de Fougeroux succède à son père, Charles de Fougeroux. 
En mars 2021, la Maison Fossier est rachetée par le groupe breton Galapagos, fondé par Christian Tacquard, et qui possède déjà les marques Gavottes et Traou Mad.

## Gamme de produit
En 2013, 40 % du chiffre d'affaires de la Maison Fossier provient de la fabrication des biscuits roses, qui doivent leur couleur au carmin. 
L'offre de la biscuiterie, qui vise une niche de marché et généralement haut de gamme, est composé également de madelaines, macarons et de pain d'épices. Elle a lancé une gamme de feuilletés salés et de la poudre de biscuits roses.